# Ichneumon affector
Ichneumon affector là một loài tò vò trong họ Ichneumonidae.